# 清津市
座標: 北緯41度48分 東経129度47分 / 北緯41.800度 東経129.783度
清津市（チョンジンし、청진시）は、朝鮮民主主義人民共和国（北朝鮮）咸鏡北道の道都。朝鮮半島北東部の重要な港湾工業都市である。
推定人口は582,480人（1993年）。

## 地理
中国と国境を接する咸鏡北道の南部に位置し、日本海に面する港湾都市である。東は日本海に面し、西は富寧郡、茂山郡、南は鏡城郡、北は会寧市、羅先特別市と接する。

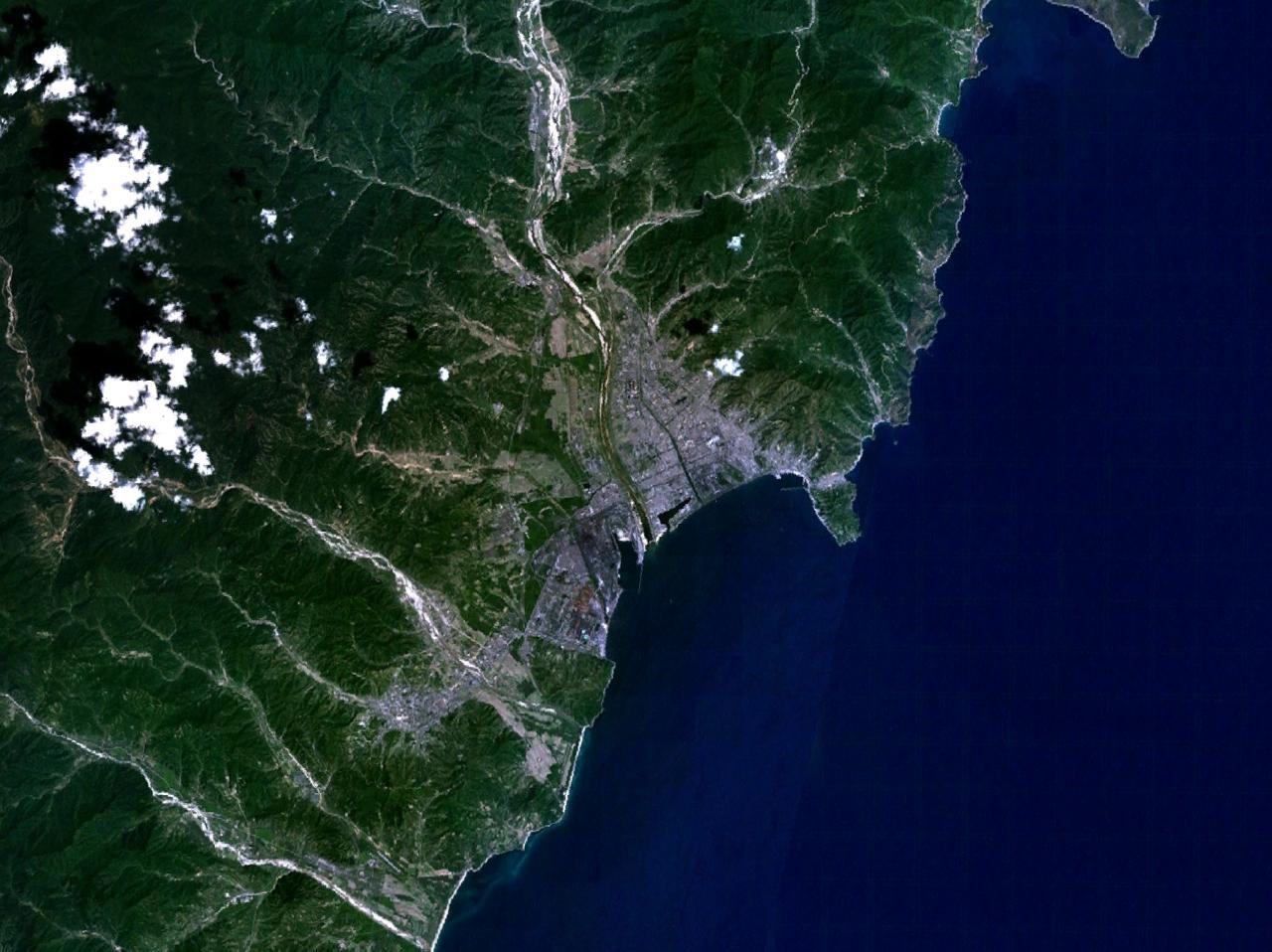
清津市中心部の衛星画像

### 気候
年平均気温は8.4度。1月の平均気温は-5.4度と沿岸部のため内陸部に比べると寒さは緩和される。また、8月の平均気温も21.7度と、比較的涼しい。

## 歴史
古代には高句麗、渤海の領域だったが、その後、金や元の支配下に入る。高麗末期、鏡城郡に編入された。
李氏朝鮮時代には富居県所属の小漁村に過ぎなかったが、1904年（明治37年）に日露戦争が勃発し、日本軍の兵員や物資の引き揚げ基地として利用された。1908年（明治41年）、日本側の要求によって万国通商港として開港。1910年（明治43年）10月1日に富寧郡は清津府（日本語読みで「せいしんふ」）となる。
日本統治下では隣接する羅南（1940年〈昭和15年〉に清津府に併合）に大日本帝国陸軍の第19師団が置かれた。1930年代には、日本製鐵の清津製鉄所が建設されるなどして工業が発達するとともに、いわゆる「北鮮三港」（清津・羅津・雄基）の一つとして、日本海経由で日本内地と満洲とを短絡するための港湾都市として整備が行われた。

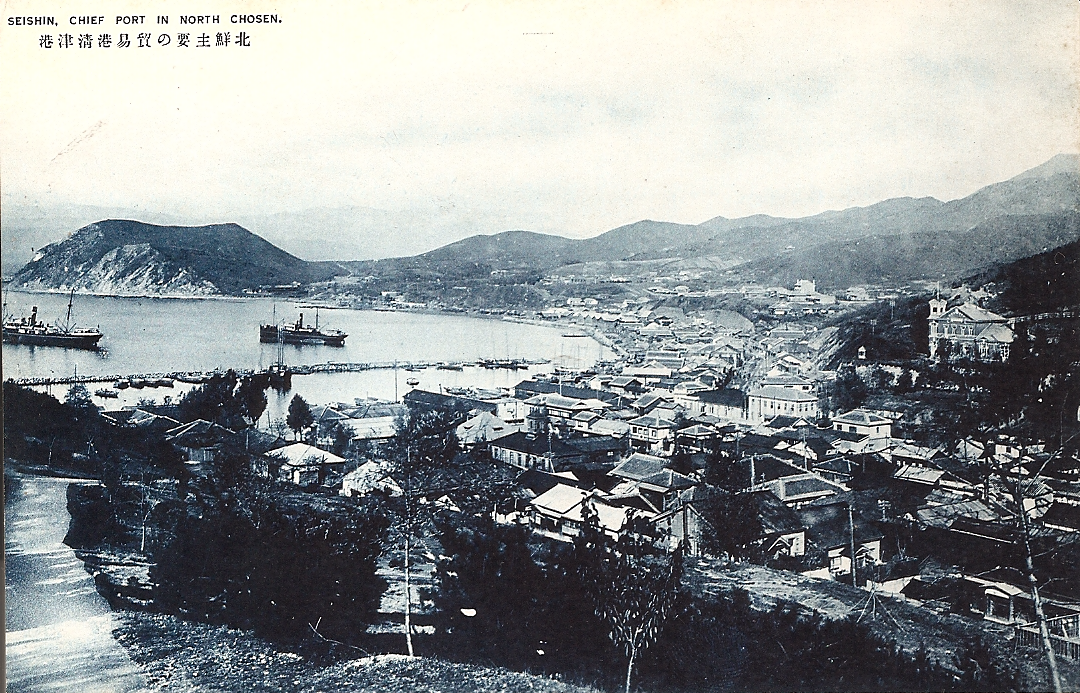
日本統治時代の清津港

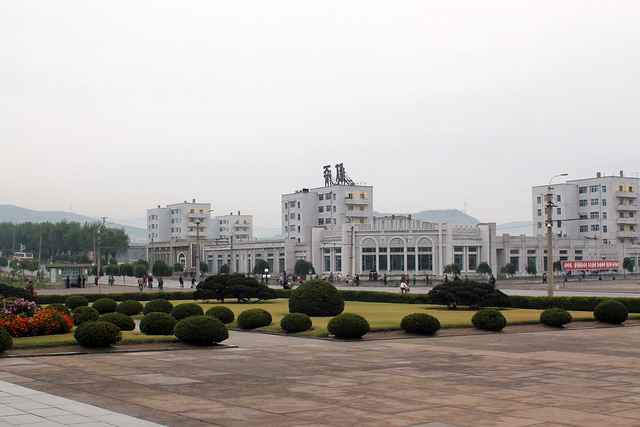
清津市街地（2011年撮影）

1945年（昭和20年）8月13日、清津をソ連軍（赤軍）が占領し、事実上、朝鮮において最初に日本の統治から離れた都市となった。1960年から1967年、及び1977年から1985年の間、咸鏡北道から分離され直轄市とされたが、1985年以降は再び咸鏡北道に編入され、その道都になっている。1990年代には食糧危機が発生（苦難の行軍）し、清津市に駐屯していた朝鮮人民軍陸軍の第6軍団の政治委員が行政機関の幹部たちと共にクーデターを企てたとして鎮圧された（第6軍団事件）。

### 年表
この節の出典
- 1895年 - 鏡城府富寧郡となる（二十三府制）。
- 1896年 - 咸鏡北道に所属する富寧郡となる。
- 1907年 - 清津府に改編される。
- 1914年4月1日 - 郡面併合により、旧清津府を分割し、清津港付近の区域（青下面の一部）を新たな清津府として指定する。農村部を会寧郡の観海面とともに富寧郡として編成。
- 1939年 - 富寧郡青岩面、鏡城郡龍城面の各一部を編入。
- 1940年3月 - 鏡城郡羅南邑の一部を編入。
- 1943年10月1日
  - 松郷洞が鏡城郡龍城面に編入。
  - 鏡城郡羅南邑および鏡城邑・龍城面の各一部、富寧郡青岩面の一部を編入。
- 1945年
  - 8月12日 - ソ連軍が上陸[4]。
  - 8月14日 - 清津刑務所、収容者を羅南区域まで退避させた後に解放[5]。
- 1945年(光復直後) - 清津府が清津市に改称。
  - 松洞が富寧郡石幕面に編入。
  - 羅南町・生駒町・初瀬町・美吉町・檜郷洞および水北洞の一部が羅南市に移行。
  - 鏡城郡龍城面・鏡城面、富寧郡青岩面の各一部を編入。
- 1949年
  - 自作洞・松谷里・輸城洞・芹洞・松亭洞および回岩洞・南夕洞の各一部が分立し、富寧郡輸城面となる。
  - 水南洞・龍岩洞・鳳岩洞・水北洞・羅北洞が羅南市に編入。
- 1950年 - 稷下里が富寧郡青岩面に編入。
- 1952年12月 - 郡面里統廃合により、清津市・富寧郡輸城面の一部地域をもって、清津市を設置。清津市に以下の里が成立。(5洞27里)
  - 明星里・校洞里・解放里・新津里・洛陽里・漁港里・東新岩里・西新岩里・天摩洞・西興里・観海里・中央洞・槿花里・仁谷里・民主里・南江里・水南洞・新郷里・楸坪洞・末陰里・静山里・月浦里・倉坪里・斑竹里・東西水羅里・大西水羅里・沙峯里・龍湖里・康徳里・農圃里・松郷里・松坪洞
- 1955年 (26洞6里)
  - 明星里が明星洞に昇格。
  - 校洞里が校洞に昇格。
  - 解放里が解放洞に昇格。
  - 新津里が新津洞に昇格。
  - 洛陽里が洛陽洞に昇格。
  - 漁港里が漁港洞に昇格。
  - 東新岩里が東新岩洞に昇格。
  - 西新岩里が西新岩洞に昇格。
  - 西興里が西興洞に昇格。
  - 観海里が観海洞に昇格。
  - 槿花里が槿花洞に昇格。
  - 仁谷里が仁谷洞に昇格。
  - 民主里が民主洞に昇格。
  - 南江里が南江洞に昇格。
  - 新郷里が新郷洞に昇格。
  - 末陰里が末陰洞に昇格。
  - 静山里が静山洞に昇格。
  - 倉坪里が倉坪洞に昇格。
  - 斑竹里が斑竹洞に昇格。
  - 沙峯里が沙峯洞に昇格。
  - 松郷里が松郷洞に昇格。
- 1957年 (26洞6里)
  - 仁谷洞・水南洞・斑竹洞の各一部が合併し、南郷洞が発足。
  - 東新岩洞・西新岩洞が合併し、新岩洞が発足。
  - 民主洞の一部が解放里に編入。
  - 松郷洞の一部が龍湖里に編入。
  - 中央洞の一部が南江洞に編入。
- 1960年10月 - 咸鏡北道羅南市および富寧郡の一部を編入。(7区域)
  - 新岩区域・青岩区域・浦港区域・水南区域・松坪区域・羅南区域・富寧区域を設置。
- 1963年11月 - 咸鏡北道から分離し清津直轄市に昇格。(7区域)
- 1967年8月 - 咸鏡北道羅津郡の連川里・連津里・麻田里・龍済里・富居里・沙口里・橋院里)が富寧区域に編入。(7区域)
- 1970年7月 - 清津直轄市が咸鏡北道に再編入され清津市となる。(7区域)
  - 羅南区域の一部が分立し、富潤区域が発足。
  - 富寧区域が咸鏡北道富寧郡となる。
- 1972年7月 - 富寧郡を編入。(8区域)
  - 富寧郡の一部(富寧邑・古茂山労働者区・沙河里・石幕里・金降里・兄弟里・最賢里・倉坪里・舞袖里)をもって、富寧区域を新設。
  - 富寧郡の残部(橋院里・連川里・麻田里・沙口里・龍済里・富居里・連津里)が青岩区域に編入。
- 1977年11月 - 清津直轄市に再昇格。(8区域2郡)
  - 咸鏡北道鏡城郡・茂山郡を編入。
- 1978年10月 - 鏡城郡の九徳里が羅南区域に編入。(8区域2郡)
- 1985年7月 - 清津直轄市が再び廃止され咸鏡北道清津市となる。(8区域)
  - 鏡城郡が咸鏡北道鏡城郡となる。
  - 茂山郡が咸鏡北道茂山郡となる。
- 1985年12月 - 富寧区域が分立し、富寧郡となる。(7区域)
- 1993年1月 - 富潤区域が羅南区域に編入。(6区域)
- 1993年9月 - 羅津市の観海洞・方津洞・洛山洞・梨津洞・三海洞・蘆倉洞・羅石洞・武倉里・西里が青岩区域に編入。(6区域)
- 1994年3月 - 羅南区域の一部が分立し、富潤区域が発足。(7区域)
- 1995年3月 - 青岩区域の一部(武倉里)が羅津-先鋒市羅津区域に編入。(7区域)

## 産業
日本統治時代に建設された金策製鉄所（旧・日本製鐵清津製鉄所）を中心として、現在も鉄鋼業や金属工業が盛んである。また化学兵器製造工場もあると見られ、北朝鮮海軍の対日・対韓工作船基地「清津連絡所」があることでも有名である。しかし、産業発展の負の影響として水質汚染や大気汚染などの公害が深刻だとされる。また、1990年代以降の経済情勢悪化に伴い、操業を停止する工場が現れ、清津の経済はさらに悪化した。近年では闇市が規模を拡大させ、一種の市場経済化が進行している。
清津造船所では2025年までに崔賢級駆逐艦と見られる5000トン級駆逐艦を建造。しかし、同年5月21日に行われた同艦の進水式では、艦体のバランスが崩れて横転する事故が発生。造船所の幹部らが拘束された。

### 工場
- 清津バス工場
- 金策製鉄所

## 行政区域
7区域・93洞・14里を管轄する。
- 羅南区域
- 富潤区域
- 松坪区域
- 水南区域
- 新岩区域
- 浦港区域
- 青岩区域

## 教育

### 大学
- 清津医学大学
- 清津技術大学
- 清津鉱業大学
- 清津教育大学
- 咸北農業大学

### 小学校
- 水南区域 楸木小学校

## 文化観光娯楽施設
- 清津市中央動物園

## 交通

### 鉄道
平壌（平壌駅）や羅先（羅津駅）（平羅線）、会寧（会寧青年駅・咸北線）と結ぶ鉄道が多数発着する鉄道の要衝。また、市内には1999年に開業した路面電車（軌道電車、清津市電）、トロリーバス（無軌道電車）が運行している。
- 平羅線
  - 羅南駅 - 南康徳駅 - 松坪駅 - 水南駅 - 清津青年駅 - 青岩駅 - 金バウィ駅 - 勝院駅 - 連津駅 - 沙口駅 - 富居駅 - 三海駅 - 観海駅 - 洛山駅 - 方津駅
- 咸北線
  - 清津青年駅 - 青岩駅 - 輸城駅
- 康徳線
  - 南康徳駅 - 康徳駅 - 芹洞駅 - 輸城駅
  - 芹洞支線：康徳駅 - 清津操車場 - 芹洞駅
- 清津港線
  - 清津青年駅 - 清津港駅
- 清津市電

### 航空
平壌、咸興への定期便（週1便）が発着する漁郎飛行場（清津空港）が、近郊の漁郎郡にある。

### 清津港
荷役能力800万 t、水深12 m、2万 t級の船舶が入港でき、黄海側の南浦港と並ぶ北朝鮮最大級の港湾であるが、1990年代以降のソビエト連邦の崩壊や北朝鮮経済の悪化に伴い、設備の4分の3が遊休状態にあるといわれる。警備艇や工作船などの停泊地や軍港があるため、港湾周囲は警備が厳しいとされている。
日本の舞鶴港、新潟港とを結ぶ貨物船航路があった。戦後の在日朝鮮人帰国事業で利用された。
1999年（平成11年）に発生した能登半島沖不審船事件では、漁船に偽装した2隻の船が最終的に清津港に入港したことが日本政府によって確認されている。
2012年、中国の企業が運営権を確保する契約を北朝鮮港湾総会社と締結し、羅津港も得た中国が事実上租借することになった。当時国防委員会副委員長だった張成沢の意向が働いたとされる。

## 出身著名人
- 申相玉 － 映画監督、1926年清津出身。
- 金壽根 － 建築家、1931年清津生まれ。
- 宝田明 － 日本の俳優、1934年清津府生まれ。
- 戸塚宏 － 日本のヨットスクール経営者、1940年清津府生まれ。
- 李雪主 － 金正恩夫人、1989年生まれ。